# Strepenziekte (haver)
Strepenziekte is een plantenparasitaire schimmel, die onder andere haver en sommige grassen, zoals Hordeum-, Koeleria- en Arrhenatherum-soorten, aantast. De ongeslachtelijke fase wordt Drechslera avenae (synoniem: Drechslera avenacea) genoemd en de geslachtelijke fase Pyrenophora avenae. De schimmel overleeft als conidiën of als mycelium op plantenresten en als conidiën aan de binnenkant van het kaf of in de pericarp van de graankorrel. Ook kan de schimmel via oot overleven.

## Symptomen
Op het coleoptyl en de eerste bladeren van de kiemplant ontstaan meestal langs de randen bruine en necrotische strepen. Bij oudere bladeren kunnen roodbruine vlekken ontstaan, die omgeven worden door een gele of een paarse rand. Hierop ontstaan de conidiën, die door de wind verspreid worden en voor verdere aantasting zorgen. Later sterft het blad af en soms gaat de gehele plant dood. Tijdens de bloei worden de bloemen in de aartjes geïnfecteerd.

## Morfologie
De conidioforen zijn tot 350 µm lang en 8-11 µm dik. De rechte, cilindrische conidiën zijn lichtbruin tot olijfbruin met 0-8 septae en 50-130 × 15-20 µm groot.
Pseudothecia worden weinig gevormd.